# Phaonia cineripollinosa
Phaonia cineripollinosa este o specie de muște din genul Phaonia, familia Muscidae, descrisă de Xue, Tong și Wang în anul 2008.
Este endemică în Tibet. Conform Catalogue of Life specia Phaonia cineripollinosa nu are subspecii cunoscute.